# わびれもの
『わびれもの』は小坂俊史による日本の漫画作品。竹書房の雑誌『まんがライフMOMO』（月刊）で2008年1月号から2010年4月号まで連載された後、2011年2月号より『わびれものゴージャス』と改題して2013年5月号まで連載。

## 概要
作者が巡った、様々な「寂れたスポット」を描くエッセイ漫画。単行本の表紙デザインは、『わびれもの』は「るるぶ」、『わびれものゴージャス』は「ことりっぷ」のパロディになっている。

## 訪問箇所
- 鉄道・駅 - 飯田線・後藤寺線・筑肥線・指宿枕崎線・三木鉄道・押角駅・大前駅・海芝浦駅・猪谷駅・伊勢奥津駅・甲浦駅・ブルートレイン・七戸十和田駅・猪苗代湖畔駅など休止駅・白糠線廃線跡・紀州鉄道
- 閑散期の観光地 - 相模湖・江ノ島
- 作者ゆかりの地 - 西新宿・広島・遠野・工領古墳
- 過疎地 - 足尾銅山・山形県の飛島・清里駅前・小坂町
- 都会のエアポケット - デパートの屋上遊園地・中野ブロードウェイ・不忍池・日暮里の駄菓子問屋・ロッテ浦和球場・都内富士見坂・南麻布の釣り堀・都内の住人1人地域（千代田区有楽町2丁目など）・東京の井戸巡り・東京拘置所・無番地（四街道市役所など）
- 変わった観光スポット - 青森県新郷村（「キリストの墓」等）・おおざわの石仏の森・美川ムーバレー・石川県宝達志水町（「モーゼの墓」）・向津具半島（「楊貴妃の墓」）・世界平和大観音・福島市飯野UFOふれあい館・五色園・オートパーラー上尾
- 日本の極 - 宗谷岬・納沙布岬・大間崎・魹ヶ崎・潮岬・波照間島
- その他 - 川原毛大湯滝・奈良県（生駒山・天理市・明日香村）・四国八十八箇所（第七番札所まで）・東尋坊タワー・消えた四戸探し・弥彦競輪場・座散乱木遺跡・早朝の序ノ口相撲観戦・牛丼太郎・安井金比羅宮

## 主な登場人物
小坂俊史
作者。さびれたスポットを巡る旅行が趣味。山口県下関市出身。鉄道ファンだが、無人駅を愛する駅舎好き（駅鉄）であり車体には興味がない。取材先の大半は個人的に趣味で訪れたところであるため、取材費が出ていないことが多い。
スズキ編集長
『まんがライフMOMO』編集長。東京都足立区出身。5歳の子供を持つ母親。貴重なツッコミ役だが、雑誌のカラーに合っていないこの漫画の連載にGOサインを出すノリの良さもある。首都圏の取材には同行する。
佐藤両々
同じ雑誌に連載を持つ漫画家。自称準レギュラー。広島県出身で兵庫県在住。主に関西圏の取材に同行。広島編、奈良編、紀州鉄道編、安井金比羅宮編のゲスト。
横見浩彦
『鉄子の旅』で著名な、鉄道マニアの巨人的存在のトラベルライター。飯田線編ゲスト。
小野寺浩二
漫画家。メガネ好き。不忍池編ゲスト。

## 書籍情報
- 小坂俊史、竹書房〈バンブーコミックスMOMOセレクション〉、全2巻
  - 『わびれもの』2010年6月10日発行（同年5月27日発売）、ISBN 978-4-8124-7278-1
  - 『わびれものGorgeous（ゴージャス）』2013年5月31日発行（同年5月17日発売）、ISBN 978-4-8124-8176-9